# Новые известия
«Но́вые изве́стия» — ежедневная российская общественно-политическая газета и портал. Выходила пять раз в неделю. С мая 2016 года выпуск печатной версии газеты приостановлен. Новости продолжают выходить на сайте «Новые Известия» в круглосуточном режиме. 

## История
Выходит с 1997 года. Была основана Игорем Голембиовским после его ухода вместе с некоторыми журналистами из газеты «Известия».
Газета была создана на деньги Бориса Березовского, но официально принадлежала Олегу Митволю. В 1999 и 2001 годах в качестве еженедельного приложения к ежедневной газете выходил таблоид «Московская комсомолка». Владельцы «Новых известий» планировали перепрофилировать издание в «бульварное», а Голембиовского назначить главным редактором «Российской газеты».
По данным на 2003 год 76 % акций газеты принадлежали российскому предпринимателю Олегу Митволю. После конфликта с Березовским в феврале 2003 года Митволь закрыл газету. Бренд «Новые известия» был передан журналистскому коллективу во главе с Валерием Яковым, работавшим заместителем главного редактора. В июле 2003 года газета вышла вновь.
С 2003 года газету возглавляет Валерий Яков, профессиональный журналист, специализирующийся на военных конфликтах и чрезвычайных ситуациях, получивший за свои репортажи ряд наград, среди которых медаль «За трудовое отличие» за репортажи во время землетрясения в Армении, ордена «За личное мужество» за репортажи из Белого дома в октябре 1993 года и «За заслуги перед Отечеством» за репортажи из больницы в городе Будённовске, медаль ООН «За участие в гуманитарных операциях» — за репортажи из Руанды, Югославии, Афганистана, орденом «Слава нации» — в номинации «за смелость и объективность», знак отличия «За заслуги в пограничной службе» — за репортажи с таджикско-афганской границы, высший Знак отличия МЧС «За заслуги» — за многочисленные репортажи из зон катастроф, премия Союза журналистов РФ им. Дмитрия Холодова «За мужество и профессионализм» и премия Академии свободной прессы «Репортёр года».
В 2000-х в штате издательского дома состояло около 60 человек, в том числе 25 корреспондентов и редакторов. «НИ» входили в 20 самых цитируемых изданий страны.
В разные годы в «Новых известиях» работали знаменитые журналисты и публицисты. В 2003—2015 годах политическим художником-обозревателем в газете работал Михаил Златковский.
9 июня 2016 года было объявлено об отставке Валерия Якова.
Яков объясняет это рейдерским захватом:
Когда газету душили, загоняя в долговую яму, я все пытался выяснить имя заказчика и причину удушения. Мне в ответ глубокомысленно кивали на кремлёвские башни. <...> Из тумана возникла группа немногословных интеллигентных товарищей, которая приступила к зачистке. Вскоре выяснилось, что товарищи представляют компанию «Ура медиа». Федор Щербаков, Дмитрий Грызанов, Сергей Таранов…
Федор Щербаков — бывший сотрудник Администрации президента РФ, соучредитель «Диджитал Софт», основатель и владелец холдинга 1MI (1st Media Invest), который управляет журналом «Нефть и капитал», интернет-изданием «Новые Известия» и рядом региональных изданий.
Дмитрий Грызанов из семьи разведчика, в 1999 году окончил МГИМО, работал вице-президентом госкорпорации «Олимпстрой», потом работал в ОАО «Газпром-Медиа Холдинг»; СМИ связывали Грызанова с Сергеем Колушевым, совладельцем холдинга «Ура медиа» и PR-компании Eventica Communications.
Дмитрий Грызанов был избран новым главным редактором газеты. Сразу же после его назначения редакция газеты была распущена «по соглашению сторон», а формат издания кардинально изменён.
Прежнее юрлицо, ЗАО «Газета „Новые Известия“», было ликвидировано, взамен 8 ноября 2016 года создано новое — ООО «Газета „Новые Известия“».
Как написал Валерий Яков:
Мебель раздали. Компьютеры распродали. Помещение зачистили. И даже логотип «Новые Известия» со стены в фойе содрали.
А до этого расправились с коллективом. Методично и поочередно выдавливали одного за другим, разогнав за три месяца почти всех.  <...>
Наших «Новых Известий» больше нет. Как только я ушел из газеты, сотрудникам разослали по внутренней почте предупреждение, что отныне газета не критикует действия властей. А пиар-службе объяснили по-тихому – забудьте про свой «федеральный уровень». У нас, дескать, задачи совершенно другие – просто делать деньги. Журналисты мне тут же позвонили. «Порадовали». Но вскоре и всех этих журналистов в издании не осталось. Газету зачистили до основания. На сайте теперь не найдешь ничего ни о нашей команде. Ни о нашей истории. Ни о наших многочисленных наградах. Зачистили даже сайт. Так, чтобы духу не осталось от тех прежних «Новых Известий», которыми мы так гордились.
В 2019 году численность редакции составляла 8 человек, в 2020 году — 11 человек.
12 сентября 2022 г. «Новые Известия» опубликовали заметку с заголовком «Зюганов просит Путина не назначать Кадырова министром обороны РФ». После жалобы Зюганова редакция признала, что опубликовала подложный документ, поскольку «[мы] стали жертвами провокации, получив письмо от будто бы КПРФ и Зюганова на их бланке, и не позвонили им для проверки».
С февраля 2025 года холдинг 1MI, в который входят НИ, Росбалт и еще 24 региональных СМИ, был полностью приобретен в собственность компанией Maer (владелец - Константин Майор). 

## Социальные проекты
Издательский дом «Новые известия» провёл ряд собственных проектов, среди которых:
- Операция «Зебра» — акция, в ходе которой «Новые известия» при поддержке ГИБДД, некоторых радиостанций и телеканала «ТВ Центр» стремилась привить водителям Москвы уважение к пешеходам[21].
- «Звезда театрала» — независимая театральная премия, где в качестве жюри выступают сами зрители[22].
- Благотворительный аукцион в пользу детей, больных лейкемией, «Звёздные игры»[23],
- «Книгу — школе» — акция за поддержку издания антологии «Десять веков русской поэзии».

## Известные сотрудники
- Голембиовский, Игорь Несторович (1935—2009) — советский и российский журналист, с 1991 по 1997 — главный редактор газеты «Известия».
- Доброхотов, Роман Александрович (род. 1983) — российский общественный деятель, один из основателей и лидеров «Партии 5 декабря».
- Лацис, Отто Рудольфович (1934—2005) — российский журналист, доктор экономических наук[2].
- Агафонов, Сергей Леонидович (род. 1959) — российский журналист, с 2012 года — главный редактор журнала «Огонёк»
- Златковский, Михаил Михайлович (род. в 1944) — российский художник-карикатурист.
- Поздняев, Михаил Константинович (1953—2009) — русский поэт, эссеист, журналист.
- Кедров, Константин Александрович (род. 1942) — русский поэт, доктор философских наук.
- Ямпольская, Елена Александровна — журналист и писатель.
- Витухновская, Алина Александровна — регулярно публикуется в «НИ» с июля 2019 года[24][25].

## Главные редакторы
- Игорь Голембиовский (октябрь 1997 — 20 февраля 2003[26], главный редактор и гендиректор ОАО «Редакционно-издательская группа „Новые известия“»);
- Владимир Сергеев (с февраля 2003 — как гендиректор ОАО «Редакционно-издательская группа „Новые известия“»[27]);
- Валерий Яков (начиная с 1 июля[28] 2003, когда выпуск газеты был возобновлён, до июня 2016 года).
- Дмитрий Грызанов — с 9 июня 2016 г.[29]
- Сергей Таранов — с 28 октября 2016 г.[30]
- Андрей Краснобаев -  с лета 2024 года.

## Критика
PR-агентство «Promaco» назвало в 2001 году 13 изданий, которые публикуют заказные статьи за денежное вознаграждение. В числе 13 «уличённых» агентство назвало «Российскую газету», «МК», «Экономику и жизнь», «Время МН», «Время новостей», «Комсомольскую правду», «Независимую газету», «Общую газету», «Вечернюю Москву», «Трибуну», «Аргументы и факты» (приложение «АИФ-Москва»), «Новые известия» и журнал «Профиль».